# Anthony Laffor
Anthony Snoti Laffor (sinh ngày 17 tháng 2 năm 1985) là một cầu thủ bóng đá người Liberia thi đấu cho câu lạc bộ Nam Phi Mamelodi Sundowns, chủ yếu ở vị trí tiền vệ chạy cánh.

## Sự nghiệp
Sinh ra ở Monrovia, Laffor chơi bóng ở Liberia, Ghana, và Nam Phi cho các đội LISCR, Ashanti Gold, Jomo Cosmos, Supersport United và Mamelodi Sundowns.
Anh ra mắt quốc tế cho Liberia năm 2003, và từng thi đấu ở vòng loại FIFA World Cup. Vào tháng 6 năm 2012, Laffor bị loại khỏi đội hình tham dự vòng loại Cúp bóng đá châu Phi 2013. Ngày 24 tháng 3 năm 2013 anh ghi bàn thắng đầu tiên cho Liberia vào lưới Uganda tại Samuel Kanyan Doe (SKD) Complex ở Paynesville.

### Bàn thắng quốc tế
Tỉ số và kết quả liệt kê bàn thắng của Liberia trước.
| #  | Ngày                | Địa điểm                                                            | Đối thủ  | Tỉ số | Kết quả | Giải đấu                                     |
| -- | ------------------- | ------------------------------------------------------------------- | -------- | ----- | ------- | -------------------------------------------- |
| 1. | 24 tháng 3 năm 2013 | Khu liên hợp thể thao Samuel Kanyon Doe, Monrovia, Liberia          | Uganda   | 2–0   | 2–0     | Vòng loại giải vô địch bóng đá thế giới 2014 |
| 2. | 18 tháng 5 năm 2014 | Sân vận động Antoinette Tubman, Monrovia, Liberia                   | Lesotho  | 1–0   | 1–0     | Vòng loại Cúp bóng đá châu Phi 2015          |
| 3. | 24 tháng 3 năm 2016 | Sân vận động El Hadj Hassan Gouled Aptidon, Djibouti City, Djibouti | Djibouti | 1–0   | 1–0     | Vòng loại Cúp bóng đá châu Phi 2017          |
| 4. | 29 tháng 3 năm 2016 | Sân vận động Antoinette Tubman, Monrovia, Liberia                   | Djibouti | 1–0   | 5–0     | Vòng loại Cúp bóng đá châu Phi 2017          |